# Dreamfall: The Longest Journey
Dreamfall: The Longest Journey (англ. Dreamfall: Нескінченна подорож) — Пригодницька тривимірна комп'ютерна гра з елементами action-adventure та видом від третьої особи. Видана 17 квітня 2006 року норвезькою компанією Funcom; сценарист та дизайнер — Рагнар Торнквіст. Гра поєднує елементи фантастики та фентезі.

## Персонажі

### Другорядні персонажі
- Віра

- Реза Теміз

- Пророк

- Элвін Пітс

- Олівія ДеМарко

- Бенріме Салмін

- Брайан Вестхауз

- Ропер Клакс

- Ворон

- Дівчата-близнючки

- Хелен Чанг

- Габріель Кастільо

- Неспляче

## Музика
| - 1. Dreamfall Theme / Tibet Monastery — 2:39 - 2. The Hospital Room (vocals by Vivi Christensen) — 2:23 - 3. Casablanca — 3:41 - 4. Jiva — 2:25 - 5. Reza’s Apartment — 3:49 - 6. Northlands Forest — 3:13 - 7. Newport — 2:59 - 8. The Underground Cave — 2:40 - 9. Marcuria — 2:44 - 10. Meeting April Ryan / April’s Theme — 2:22 - 11. Necropolis — 1:49 | - 12. Sadir — 3:17 - 13. WATI Corp — 6:04 - 14. The Swamplands — 3:15 - 15. Kian’s Theme — 2:54 - 16. Zoë's Theme (bonus track) — 1:28 - 17. St. Petersburg by Simon Poole — 2:00 - 18. The Factory by Simon Poole — 1:12 - 19. Lana and Maud (edit) by Slipperhero — 2:09 - 20. Clay (edit) by Octavcat — 2:36 - 21. Rush by Ingvild Hasund — 3:16 - 22. Faith by Morten Sørlie — 9:31 |

Magnet
| - 1. Be With You — 5:34 - 2. My Darling Curse — 4:26 - 3. The Pacemaker — 5:01 - 4. Nothing Hurts Now — 3:44 |

## Відгуки та оцінки
- Домашний ПК[недоступне посилання з лютого 2019] — Найкраща adventure 2006 року
- Absolute Games — Найкраща adventure 2006 року
- GamesLife — Найкраща adventure 2006 року
- ЛКИ [Архівовано 19 січня 2012 у Wayback Machine.] — 88 %
- Игромания [Архівовано 4 березня 2016 у Wayback Machine.] — 8,5 из 10
- Страна игр [Архівовано 4 січня 2013 у Wayback Machine.] — 8,5 из 10
- PlayGround.ru [Архівовано 31 жовтня 2013 у Wayback Machine.] — 8,4 из 10
- Absolute Games [Архівовано 18 січня 2012 у Wayback Machine.] — 81 %
- GamesLife.ru — 8,0 из 10
- Just Adventure (англ.) — A (вищий бал)
- GameSpy [Архівовано 11 жовтня 2013 у Wayback Machine.] (англ.) — 10 из 10
- AceGames (англ.) — 10 из 10
- Yahoo! Games (англ.) — 9,0 из 10
- GameZone (англ.) — 8,6 из 10
- Gamespot [Архівовано 3 грудня 2006 у Wayback Machine.] (англ.) — 8,1 из 10